# Llista de monuments de Ripoll
Llista de monuments de Ripoll inclosos en l'Inventari del Patrimoni Arquitectònic Català pel municipi de Ripoll (Ripollès). Inclou els inscrits en el Registre de Béns Culturals d'Interès Nacional (BCIN) amb la classificació de monuments històrics, els Béns Culturals d'Interès Local (BCIL) de caràcter immoble i la resta de béns arquitectònics integrants del patrimoni cultural català.
| Monument                                                                    | Protecció    | Estil/època                                                                             | Localització                                                                            | Coordenades                                               | Codi?         | Imatge |
| --------------------------------------------------------------------------- | ------------ | --------------------------------------------------------------------------------------- | --------------------------------------------------------------------------------------- | --------------------------------------------------------- | ------------- | --- |
| Monestir de Santa Maria de Ripoll                                           | BCIN 182-MH  | Romànic, historicisme XI, XII, XIX                                                      | Ripoll Pl. de l'Abat Oliba                                                              | 42° 12′ 05″ N, 2° 11′ 26″ E / 42.201389°N,2.190556°E      | RI-51-0000567 | Monestir de Santa Maria de Ripoll · Vegeu més fotos d'aquest monument · Carregueu una nova foto d'aquest monument                                |
| El Catllar, o Santa Maria del Catllar                                       | BCIN 1367-MH | Medieval                                                                                | Ripoll Cim del Catllar                                                                  | 42° 11′ 31″ N, 2° 10′ 21″ E / 42.1919167°N,2.1724111°E    | RI-51-0006049 | El Catllar (Ripoll) · Vegeu més fotos d'aquest monument · Carregueu una nova foto d'aquest monument                                              |
| Castell de Llaés                                                            | BCIN 1368-MH | Obra popular Medieval                                                                   | Ripoll Llaés                                                                            | 42° 09′ 16″ N, 2° 14′ 52″ E / 42.1545611°N,2.2477472°E    | RI-51-0006050 | Castell de Llaés (Ripoll) · Vegeu més fotos d'aquest monument · Carregueu una nova foto d'aquest monument                                        |
| Masia Castellpalom                                                          | BCIN 1369-MH | Obra popular Medieval, XIX-XX                                                           | Ripoll Llaés                                                                            | 42° 10′ 31″ N, 2° 14′ 50″ E / 42.1751917°N,2.2471778°E    | RI-51-0006051 | Carregueu una nova foto d'aquest monument |
| Muralles de Ripoll                                                          | BCIN 4294-MH | XIV-XVIII                                                                               | Ripoll Riu Freser - c. Verdaguer - c. Trinitat - c. Pirineus - c. Nord - raval St. Pere | 42° 11′ 55″ N, 2° 11′ 26″ E / 42.1985264°N,2.1905648°E    | IPA-36575     | Muralles de Ripoll · Vegeu més fotos d'aquest monument · Carregueu una nova foto d'aquest monument                                               |
| Farga Palau, o Farga de Cal Guixo                                           | BCIL 2006    | Obra popular XVII, XIX                                                                  | Ripoll Pg. de la Farga Catalana                                                         | 42° 11′ 57″ N, 2° 11′ 20″ E / 42.199211°N,2.188750°E      | IPA-1187      | Farga Palau (Ripoll) · Vegeu més fotos d'aquest monument · Carregueu una nova foto d'aquest monument                                             |
| Estació vella de Ripoll                                                     | BCIL 2008    | Eclecticisme, arquitectura del ferro XIX (1885)                                         | Ripoll C. Progrés                                                                       | 42° 11′ 46″ N, 2° 11′ 45″ E / 42.196068°N,2.195920°E      | IPA-4163      | Estació vella de Ripoll · Vegeu més fotos d'aquest monument · Carregueu una nova foto d'aquest monument                                          |
| Rectoria                                                                    | BCIL 2008    | Obra popular Antoni Coll i Fort XX (1901)                                               | Ripoll C. del Nord - c. Doctor Raguer                                                   | 42° 12′ 06″ N, 2° 11′ 30″ E / 42.201785°N,2.191665°E      | IPA-4164      | Rectoria (Ripoll) · Vegeu més fotos d'aquest monument · Carregueu una nova foto d'aquest monument                                                |
| Església de Sant Pere, Arxiu Museu de Ripoll                                | BCIL 2010    | Romànic, gòtic tardà XI, XVI-XVII, XIX-XX                                               | Ripoll Pl. Abat Oliba                                                                   | 42° 12′ 05″ N, 2° 11′ 24″ E / 42.201310°N,2.189973°E      | IPA-4165      | Església de Sant Pere (Ripoll) · Vegeu més fotos d'aquest monument · Carregueu una nova foto d'aquest monument                                   |
| Escoles Joan Maragall                                                       | BCIL 2008    | Racionalisme Rafael S. Echeverria XX (1936)                                             | Ripoll Ctra. de Barcelona - c. Josep Pellicer                                           | 42° 11′ 43″ N, 2° 11′ 29″ E / 42.195243°N,2.191497°E      | IPA-4166      | Escoles Joan Maragall (Ripoll) · Vegeu més fotos d'aquest monument · Carregueu una nova foto d'aquest monument                                   |
| Cementiri de Ripoll                                                         | BCIL 2008    | Neoclassicisme, modernisme XX (1903)                                                    | Ripoll Entre el torrent de Cal Nap i l'av. Comte Guifré                                 | 42° 12′ 16″ N, 2° 11′ 32″ E / 42.204421°N,2.192255°E      | IPA-4167      | Cementiri de Ripoll · Vegeu més fotos d'aquest monument · Carregueu una nova foto d'aquest monument                                              |
| Casa Alòs, Casa del Marquès de Dou o Casa Dou                               | BCIL 2008    | Modernisme, noucentisme Josep M. Pericas i Morros XX (1908)                             | Ripoll Pl. Gran, 22                                                                     | 42° 11′ 55″ N, 2° 11′ 27″ E / 42.198733°N,2.190909°E      | IPA-4168      | Casa Alòs (Ripoll) · Vegeu més fotos d'aquest monument · Carregueu una nova foto d'aquest monument                                               |
| Antic escorxador municipal                                                  | BCIL 2008    | Obra popular Antoni Coll i Fort XX (1908)                                               | Ripoll Pont d'Olot                                                                      | 42° 11′ 58″ N, 2° 11′ 33″ E / 42.199571°N,2.192503°E      | IPA-4169      | Antic escorxador municipal (Ripoll) · Vegeu més fotos d'aquest monument · Carregueu una nova foto d'aquest monument                              |
| Can Codina                                                                  | BCIL 2008    | Noucentisme XX (1918)                                                                   | Ripoll Ctra. de Ribes, 36                                                               | 42° 12′ 05″ N, 2° 11′ 17″ E / 42.201400°N,2.187971°E      | IPA-4170      | Can Codina (Ripoll) · Vegeu més fotos d'aquest monument · Carregueu una nova foto d'aquest monument                                              |
| Institut Abat Oliba                                                         | BCIL 2008    | Obra popular Martorell, Bohigas i Mackay XX (1972)                                      | Ripoll Ctra. de Barcelona                                                               | 42° 11′ 25″ N, 2° 11′ 41″ E / 42.190379°N,2.194778°E      | IPA-4172      | Institut Abat Oliba (Ripoll) · Vegeu més fotos d'aquest monument · Carregueu una nova foto d'aquest monument                                     |
| Casa Buixó, o Cal Metge Agustí                                              | BCIL 2008    | Modernisme Antoni Coll i Fort XX (1904)                                                 | Ripoll Ctra. de Ribes - c. Pirineus                                                     | 42° 12′ 01″ N, 2° 11′ 20″ E / 42.200161°N,2.188804°E      | IPA-4173      | Casa Buixó (Ripoll) · Vegeu més fotos d'aquest monument · Carregueu una nova foto d'aquest monument                                              |
| Casa Bonada                                                                 | BCIL 2008    | Eclecticisme, modernisme Joan Rubió i Bellver XX (1912)                                 | Ripoll C. Progrés, 7                                                                    | 42° 11′ 55″ N, 2° 11′ 37″ E / 42.198736°N,2.193578°E      | IPA-4174      | Casa Bonada (Ripoll) · Vegeu més fotos d'aquest monument · Carregueu una nova foto d'aquest monument                                             |
| Casa Xiqués, o Casa Siqués                                                  | BCIL 2008    | Noucentisme, racionalisme Joan Rubió i Bellver XX (1920)                                | Ripoll C. Progrés, 2 - c. Estació, 2                                                    | 42° 11′ 56″ N, 2° 11′ 35″ E / 42.198922°N,2.193112°E      | IPA-4175      | Casa Xiqués (Ripoll) · Vegeu més fotos d'aquest monument · Carregueu una nova foto d'aquest monument                                             |
| Casal de Rama                                                               | BCIL 2008    | Neoclassicisme, monumentalisme academicista Raimon Duran i Reynals XIX Final, XX (1963) | Ripoll Rama, ctra. Sant Joan, km 4,5                                                    | 42° 13′ 17″ N, 2° 13′ 33″ E / 42.221447°N,2.225829°E      | IPA-4176      | Carregueu una nova foto d'aquest monument |
| Colònia Ballvé, Colònia Badia o Colònia Estamariu                           | BCIL 2008    | Eclecticisme XIX (1894)                                                                 | Ripoll Ctra. de Sant Joan, 36-42                                                        | 42° 12′ 20″ N, 2° 11′ 41″ E / 42.205648°N,2.194832°E      | IPA-4177      | Colònia Ballvé (Ripoll) · Vegeu més fotos d'aquest monument · Carregueu una nova foto d'aquest monument                                          |
| Colònia Agafallops, o Colònia Botey                                         | BCIL 2008    | Obra popular Josep M. Ros Vila XX (1956)                                                | Ripoll Ctra. Barcelona, Agafallops                                                      | 42° 11′ 21″ N, 2° 11′ 49″ E / 42.189268°N,2.196961°E      | IPA-4178      | Colònia Agafallops (Ripoll) · Vegeu més fotos d'aquest monument · Carregueu una nova foto d'aquest monument                                      |
| Mas la Vila de Llaés                                                        | BCIL 2008    | Obra popular, neoclassicisme XV-XVIII                                                   | Ripoll Llaés                                                                            | 42° 09′ 08″ N, 2° 14′ 41″ E / 42.152288°N,2.244765°E      | IPA-4179      | Carregueu una nova foto d'aquest monument |
| Mas la Serra de Llaés                                                       | BCIL 2008    | Obra popular, barroc Medieval, XVII                                                     | Ripoll Llaés                                                                            | 42° 09′ 04″ N, 2° 14′ 08″ E / 42.151171°N,2.235472°E      | IPA-4181      | Carregueu una nova foto d'aquest monument |
| Església de Sant Bartomeu de Llaés                                          |              | Romànic, barroc, obra popular XI, XVII                                                  | Ripoll Castell de Llaés                                                                 | 42° 09′ 17″ N, 2° 14′ 54″ E / 42.154663°N,2.248368°E      | IPA-4182      | Església de Sant Bartomeu de Llaés (Ripoll) · Vegeu més fotos d'aquest monument · Carregueu una nova foto d'aquest monument                      |
| Hospital Vell                                                               | BCIL 2008    | Gòtic tardà, barroc, neoclassicisme XVI-XVII, XIX, XX                                   | Ripoll Raval de l'Hospital, 2-4                                                         | 42° 11′ 59″ N, 2° 11′ 35″ E / 42.199790°N,2.19293°E       | IPA-4183      | Hospital Vell (Ripoll) · Vegeu més fotos d'aquest monument · Carregueu una nova foto d'aquest monument                                           |
| Mausoleu als Carrabiners, Monument a la memòria dels carrabiners afusellats | BCIL 2008    | Neoclassicisme XIX (1879)                                                               | Ripoll Llaés                                                                            | 42° 09′ 21″ N, 2° 14′ 49″ E / 42.155897°N,2.246872°E      | IPA-4184      | Carregueu una nova foto d'aquest monument |
| Can Budallés                                                                | BCIL 2008    | Renaixement, obra popular XVII                                                          | Ripoll Pl. Abat Arnulf                                                                  | 42° 12′ 04″ N, 2° 11′ 22″ E / 42.201064°N,2.18940°E       | IPA-4185      | Can Budallés (Ripoll) · Vegeu més fotos d'aquest monument · Carregueu una nova foto d'aquest monument                                            |
| Can Vaquer                                                                  | BCIL 2008    | Obra popular XIX                                                                        | Ripoll Pl. Gran, 2                                                                      | 42° 11′ 54″ N, 2° 11′ 28″ E / 42.198415°N,2.191201°E      | IPA-4186      | Can Vaquer (Ripoll) · Vegeu més fotos d'aquest monument · Carregueu una nova foto d'aquest monument                                              |
| Edifici Banesto                                                             | BCIL 2008    | Monumentalisme academicista Eusebi Bona i Puig XX (1950)                                | Ripoll Pl. Sant Eudald, 5                                                               | 42° 11′ 57″ N, 2° 11′ 28″ E / 42.199287°N,2.191025°E      | IPA-4187      | Edifici Banesto (Ripoll) · Vegeu més fotos d'aquest monument · Carregueu una nova foto d'aquest monument                                         |
| Mas les Tenes                                                               | BCIL 2008    | Obra popular XVIII                                                                      | Ripoll Sant Bernabé de les Tenes                                                        | 42° 11′ 23″ N, 2° 14′ 37″ E / 42.189651°N,2.243611°E      | IPA-4188      | Carregueu una nova foto d'aquest monument |
| Casa Montadas, o Casa del Pla de Font Viva                                  | BCIL 2008    | Eclecticisme XIX Final                                                                  | Ripoll Pla de la Font Viva                                                              | 42° 12′ 00″ N, 2° 11′ 30″ E / 42.20001415°N,2.1916195°E   | IPA-4203      | Casa Montadas (Ripoll) · Vegeu més fotos d'aquest monument · Carregueu una nova foto d'aquest monument                                           |
| Església de Sant Miquel de la Roqueta                                       | BCIL 2008    | Modernisme Joan Rubió i Bellver XX (1912)                                               | Ripoll C. Indústria                                                                     | 42° 11′ 57″ N, 2° 11′ 38″ E / 42.199298°N,2.193865°E      | IPA-4204      | Església de Sant Miquel de la Roqueta (Ripoll) · Vegeu més fotos d'aquest monument · Carregueu una nova foto d'aquest monument                   |
| Villa Consuelo                                                              | BCIL 2008    | Obra popular, neoclassicisme XIX Final                                                  | Ripoll Ctra. de Ribes, 68-70                                                            | 42° 12′ 09″ N, 2° 11′ 06″ E / 42.202409°N,2.185043°E      | IPA-4205      | Villa Consuelo (Ripoll) · Vegeu més fotos d'aquest monument · Carregueu una nova foto d'aquest monument                                          |
| Pont Vell d'Olot                                                            |              | Obra popular                                                                            | Ripoll                                                                                  | 42° 11′ 59″ N, 2° 11′ 32″ E / 42.1997101°N,2.1921077370°E | IPA-4206      | Pont Vell d'Olot (Ripoll) · Vegeu més fotos d'aquest monument · Carregueu una nova foto d'aquest monument                                        |
| Pont de Balps, o Baups                                                      |              | Obra popular                                                                            | Ripoll                                                                                  |                                                           | IPA-4207      | Carregueu una nova foto d'aquest monument |
| Canal de la Colònia Noguera                                                 | BCIL 2008    | Obra popular XX (1908)                                                                  | Ripoll Entre el Freser i la ctra. a Campdevànol                                         | 42° 13′ 05″ N, 2° 10′ 05″ E / 42.218161°N,2.168051°E      | IPA-4208      | Canal de la Colònia Noguera (Ripoll) · Vegeu més fotos d'aquest monument · Carregueu una nova foto d'aquest monument                             |
| Can Vilardanó, o Vilardenó                                                  | BCIL 2008    | Obra popular IX-XIX                                                                     | Ripoll A 300 m de la ctra. C-17 a l'alçada del creuament amb la pista a Llaés           | 42° 10′ 01″ N, 2° 11′ 49″ E / 42.167035°N,2.196951°E      | IPA-4209      | Carregueu una nova foto d'aquest monument |
| Ermita de Sant Jaume del Barretó, de Montbac o de Bonbac                    | BCIL 2008    | Romànic, barroc XII, XVII                                                               | Ripoll El Barretó, veïnat de Llaés                                                      | 42° 08′ 51″ N, 2° 17′ 23″ E / 42.147628°N,2.289809°E      | IPA-4210      | Carregueu una nova foto d'aquest monument |
| Pont del Raval de Barcelona                                                 | BCIL 2008    | Obra popular XVI, XIX                                                                   | Ripoll Sobre el riu Freser, entre el nucli antic i el raval de Barcelona                | 42° 11′ 56″ N, 2° 11′ 23″ E / 42.198784°N,2.189698°E      | IPA-4235      | Pont del Raval de Barcelona (Ripoll) · Vegeu més fotos d'aquest monument · Carregueu una nova foto d'aquest monument                             |
| Séquia Molinar, séquia de Santa Maria o el Rec de Dalt                      | BCIL 2008    | Obra popular X, XVIII                                                                   | Ripoll Per sobre de la ctra. N-152                                                      | 42° 12′ 21″ N, 2° 10′ 31″ E / 42.205899°N,2.175173°E      | IPA-4236      | Carregueu una nova foto d'aquest monument |
| Pont de les Tenes                                                           | BCIL 2008    | Obra popular                                                                            | Ripoll Sobre la riera de Vallfogona, prop del molí de les Tenes                         | 42° 10′ 55″ N, 2° 14′ 14″ E / 42.182021°N,2.237233°E      | IPA-4237      | Carregueu una nova foto d'aquest monument |
| Canal de Rama                                                               |              | Obra popular                                                                            | Ripoll Des de Ribamala fins a Can Guetes, paral·lel a la ctra. a Sant Joan              | 42° 13′ 12″ N, 2° 13′ 01″ E / 42.220012°N,2.217031°E      | IPA-4238      | Carregueu una nova foto d'aquest monument |
| Canal de les Fàbriques, o Canal de Can Badia                                | BCIL 2008    | Obra popular XIX (1894)                                                                 | Ripoll Tram del canal de Rama o de Can Badia                                            | 42° 12′ 30″ N, 2° 11′ 49″ E / 42.208444°N,2.196998°E      | IPA-4239      | Canal de les Fàbriques (Ripoll) · Vegeu més fotos d'aquest monument · Carregueu una nova foto d'aquest monument                                  |
| Fortí de l'Estrella                                                         | BCIL 2008    | Obra popular XIX                                                                        | Ripoll C. Pirineus - pl. Gonçal Cutrina                                                 | 42° 12′ 02″ N, 2° 11′ 20″ E / 42.200467°N,2.188961°E      | IPA-36574     | Fortí de l'Estrella (Ripoll) · Vegeu més fotos d'aquest monument · Carregueu una nova foto d'aquest monument                                     |
| Ermita del Remei de Baix                                                    | BCIL 2008    | Obra popular XVII-XVIII                                                                 | Ripoll Can Villaura                                                                     | 42° 10′ 41″ N, 2° 11′ 35″ E / 42.178068°N,2.192976°E      | IPA-38406     | Ermita del Remei de Baix (Ripoll) · Vegeu més fotos d'aquest monument · Carregueu una nova foto d'aquest monument                                |
| Estació nova                                                                | BCIL 2008    | XX                                                                                      | Ripoll                                                                                  | 42° 11′ 42″ N, 2° 11′ 46″ E / 42.19500°N,2.19622°E        | IPA-40579     | Estació nova (Ripoll) · Vegeu més fotos d'aquest monument · Carregueu una nova foto d'aquest monument                                            |
| Casal de Taurinyà                                                           | BCIL 2008    | Obra popular XVII, XIX                                                                  | Ripoll Plaça Nova, 6                                                                    | 42° 11′ 56″ N, 2° 11′ 24″ E / 42.198990°N,2.190091°E      | IPA-40580     | Casal de Taurinyà (Ripoll) · Vegeu més fotos d'aquest monument · Carregueu una nova foto d'aquest monument                                       |
| Nucli històric de Ripoll                                                    |              |                                                                                         | Ripoll                                                                                  | 42° 12′ 03″ N, 2° 11′ 27″ E / 42.2009°N,2.1907°E          | IPA-42089     | Nucli històric de Ripoll · Vegeu més fotos d'aquest monument · Carregueu una nova foto d'aquest monument                                         |
| Voltes de la plaça Gran                                                     | BCIL 2008    | XIX                                                                                     | Ripoll                                                                                  | 42° 11′ 56″ N, 2° 11′ 29″ E / 42.19895°N,2.19127°E        | IPA-42091     | Voltes de la plaça Gran (Ripoll) · Vegeu més fotos d'aquest monument · Carregueu una nova foto d'aquest monument                                 |
| Colònia Jordana-Surribas                                                    | BCIL 2008    |                                                                                         | Ripoll Ctra. N-152 entre Ripoll i Campdevànol                                           | 42° 12′ 16″ N, 2° 10′ 41″ E / 42.20451°N,2.17801°E        | IPA-42092     | Carregueu una nova foto d'aquest monument |
| Cases Colònia Noguera                                                       | BCIL 2008    |                                                                                         | Ripoll Ctra. N-152                                                                      | 42° 12′ 49″ N, 2° 10′ 06″ E / 42.213564°N,2.168410°E      | IPA-42093     | Carregueu una nova foto d'aquest monument |
| Habitatges del Pla                                                          | BCIL 2008    |                                                                                         | Ripoll C. Remei, 3 - ctra. Barcelona, 1                                                 | 42° 11′ 46″ N, 2° 11′ 31″ E / 42.196070°N,2.191863°E      | IPA-42094     | Habitatges del Pla (Ripoll) · Vegeu més fotos d'aquest monument · Carregueu una nova foto d'aquest monument                                      |
| Jardí i església de la Colònia de Santa Maria                               | BCIL 2008    |                                                                                         | Ripoll                                                                                  | 42° 10′ 20″ N, 2° 11′ 44″ E / 42.172357°N,2.195427°E      | IPA-42095     | Jardí i església de la Colònia de Santa Maria (Ripoll) · Vegeu més fotos d'aquest monument · Carregueu una nova foto d'aquest monument           |
| Capella del Remei de Dalt                                                   | BCIL 2008    | XX                                                                                      | Ripoll                                                                                  | 42° 11′ 13″ N, 2° 10′ 43″ E / 42.187019°N,2.178522°E      | IPA-42096     | Carregueu una nova foto d'aquest monument |
| Església de Sant Bernabé de Tenes                                           | BCIL 2008    | XVIII                                                                                   | Ripoll                                                                                  | 42° 11′ 38″ N, 2° 14′ 44″ E / 42.19399°N,2.24559°E        | IPA-42098     | Carregueu una nova foto d'aquest monument |
| Ermita de Sant Bartomeu                                                     | BCIL 2008    | IX-XIX                                                                                  | Ripoll                                                                                  | 42° 12′ 04″ N, 2° 11′ 58″ E / 42.201084°N,2.199350°E      | IPA-42099     | Ermita de Sant Bartomeu (Ripoll) · Vegeu més fotos d'aquest monument · Carregueu una nova foto d'aquest monument                                 |
| Ermita de Sant Antoni de Morers                                             | BCIL 2008    | XVIII                                                                                   | Ripoll                                                                                  | 42° 11′ 12″ N, 2° 12′ 42″ E / 42.18663°N,2.21172°E        | IPA-42100     | Carregueu una nova foto d'aquest monument |
| Ermita del Calvari                                                          | BCIL 2008    |                                                                                         | Ripoll                                                                                  | 42° 11′ 52″ N, 2° 11′ 07″ E / 42.197832°N,2.185261°E      | IPA-42101     | Carregueu una nova foto d'aquest monument |
| Casa de la Vila de Ripoll                                                   | BCIL 2008    | XVII, XX                                                                                | Ripoll Pl. de l'Ajuntament                                                              | 42° 12′ 04″ N, 2° 11′ 27″ E / 42.201115°N,2.190861°E      | IPA-42102     | Casa de la Vila de Ripoll · Vegeu més fotos d'aquest monument · Carregueu una nova foto d'aquest monument                                        |
| Edifici Sayós Bonet                                                         | BCIL 2008    |                                                                                         | Ripoll C. de les Vinyes, 26 - Carrerot Camprubí                                         | 42° 11′ 59″ N, 2° 11′ 28″ E / 42.199820°N,2.191087°E      | IPA-42103     | Edifici Sayós Bonet (Ripoll) · Vegeu més fotos d'aquest monument · Carregueu una nova foto d'aquest monument                                     |
| Escoles Sant Bernabé de les Tenes                                           | BCIL 2008    |                                                                                         | Ripoll Veïnat de Sant Bernabé de les Tenes                                              | 42° 11′ 41″ N, 2° 14′ 29″ E / 42.194584°N,2.241446°E      | IPA-42104     | Carregueu una nova foto d'aquest monument |
| Conjunt Casals                                                              | BCIL 2008    | XX                                                                                      | Ripoll Ctra. de Sant Joan                                                               | 42° 12′ 32″ N, 2° 11′ 58″ E / 42.208951°N,2.199564°E      | IPA-42105     | Conjunt Casals (Ripoll) · Vegeu més fotos d'aquest monument · Carregueu una nova foto d'aquest monument                                          |
| Cal Quinze                                                                  | BCIL 2008    |                                                                                         | Ripoll C. Balandrau - ctra. Olot, Barri Vista Alegre                                    | 42° 11′ 46″ N, 2° 11′ 56″ E / 42.196127°N,2.198866°E      | IPA-42106     | Cal Quinze (Ripoll) · Vegeu més fotos d'aquest monument · Carregueu una nova foto d'aquest monument                                              |
| La Torre                                                                    | BCIL 2008    | XX                                                                                      | Ripoll Camí del Remei                                                                   | 42° 11′ 33″ N, 2° 11′ 23″ E / 42.1926°N,2.189661°E        | IPA-42107     | Carregueu una nova foto d'aquest monument |
| Casa Solanell                                                               | BCIL 2008    | XVII-XX                                                                                 | Ripoll C. Trinitat, 6                                                                   | 42° 12′ 02″ N, 2° 11′ 22″ E / 42.200608°N,2.189368°E      | IPA-42108     | Casa Solanell (Ripoll) · Vegeu més fotos d'aquest monument · Carregueu una nova foto d'aquest monument                                           |
| Casa Pujol                                                                  | BCIL 2008    |                                                                                         | Ripoll C. Progrés, 25 - c. Ter, 5                                                       | 42° 11′ 52″ N, 2° 11′ 41″ E / 42.197806°N,2.194613°E      | IPA-42109     | Casa Pujol (Ripoll) · Vegeu més fotos d'aquest monument · Carregueu una nova foto d'aquest monument                                              |
| Casa Masdéu                                                                 | BCIL 2008    | XX                                                                                      | Ripoll Pl. Gran, 12 - c. Verdaguer, 2                                                   | 42° 11′ 58″ N, 2° 11′ 28″ E / 42.199377°N,2.191186°E      | IPA-42110     | Casa Masdéu (Ripoll) · Vegeu més fotos d'aquest monument · Carregueu una nova foto d'aquest monument                                             |
| Casa Ticó                                                                   | BCIL 2008    | XX                                                                                      | Ripoll Pl de l'Ajuntament, 5 - c. Morgades                                              | 42° 12′ 03″ N, 2° 11′ 27″ E / 42.200715°N,2.190837°E      | IPA-42111     | Casa Ticó (Ripoll) · Vegeu més fotos d'aquest monument · Carregueu una nova foto d'aquest monument                                               |
| L'Arquet                                                                    | BCIL 2008    | XIX-XX                                                                                  | Ripoll Pl. Gran, 1 - Riu Freser - Passatge de l'Arquet                                  | 42° 11′ 54″ N, 2° 11′ 28″ E / 42.198196°N,2.191034°E      | IPA-42112     | L'Arquet (Ripoll) · Vegeu més fotos d'aquest monument · Carregueu una nova foto d'aquest monument                                                |
| Casa Padrós                                                                 | BCIL 2008    |                                                                                         | Ripoll C. Progrés, 61                                                                   | 42° 11′ 44″ N, 2° 11′ 50″ E / 42.195543°N,2.197121°E      | IPA-42113     | Casa Padrós (Ripoll) · Vegeu més fotos d'aquest monument · Carregueu una nova foto d'aquest monument                                             |
| Antic jutjat, Casa Serra                                                    | BCIL 2008    |                                                                                         | Ripoll Pl. Clavé - c. de la Font, 2 - pl. Ajuntament                                    | 42° 12′ 02″ N, 2° 11′ 27″ E / 42.200469°N,2.190754°E      | IPA-42114     | Antic jutjat (Ripoll) · Vegeu més fotos d'aquest monument · Carregueu una nova foto d'aquest monument                                            |
| Edifici Caixa de Pensions                                                   | BCIL 2008    |                                                                                         | Ripoll Pl. Sant Eudald, 1 - c. Mercaders, 2 - c. dels Tallaferro                        | 42° 11′ 57″ N, 2° 11′ 26″ E / 42.199298°N,2.190652°E      | IPA-42115     | Edifici Caixa de Pensions (Ripoll) · Vegeu més fotos d'aquest monument · Carregueu una nova foto d'aquest monument                               |
| Torre Illa                                                                  | BCIL 2008    | XIX                                                                                     | Ripoll Ctra. Barcelona                                                                  | 42° 11′ 33″ N, 2° 11′ 34″ E / 42.192622°N,2.192832°E      | IPA-42117     | Torre Illa (Ripoll) · Vegeu més fotos d'aquest monument · Carregueu una nova foto d'aquest monument                                              |
| Casa Matabosch                                                              | BCIL 2008    |                                                                                         | Ripoll Ctra. de Ribes, 12-14 - c. Vinyes, 5 - c. Pirineus, 24 - c. 27 de Maig           | 42° 11′ 59″ N, 2° 11′ 21″ E / 42.199840°N,2.189041°E      | IPA-42118     | Casa Matabosch (Ripoll) · Vegeu més fotos d'aquest monument · Carregueu una nova foto d'aquest monument                                          |
| Casa Busquets                                                               | BCIL 2008    | XX                                                                                      | Ripoll Ctra d'Olot - c. Indústria, 12                                                   | 42° 11′ 55″ N, 2° 11′ 40″ E / 42.19848°N,2.19456°E        | IPA-42119     | Casa Busquets (Ripoll) · Vegeu més fotos d'aquest monument · Carregueu una nova foto d'aquest monument                                           |
| Casa Mitjavila                                                              | BCIL 2008    | XX                                                                                      | Ripoll C. Olot, 15 - c. Indústria                                                       | 42° 11′ 55″ N, 2° 11′ 40″ E / 42.198715°N,2.194490°E      | IPA-42120     | Casa Mitjavila (Ripoll) · Vegeu més fotos d'aquest monument · Carregueu una nova foto d'aquest monument                                          |
| Casa Soldevila-Bussanya                                                     | BCIL 2008    | XX                                                                                      | Ripoll Pl. Gran, 25                                                                     | 42° 11′ 54″ N, 2° 11′ 28″ E / 42.198405°N,2.190973°E      | IPA-42121     | Casa Soldevila - Bussanya (Ripoll) · Vegeu més fotos d'aquest monument · Carregueu una nova foto d'aquest monument                               |
| Casa Planeses                                                               | BCIL 2008    | XX                                                                                      | Ripoll Raval de Sant Pere, 16                                                           | 42° 12′ 06″ N, 2° 11′ 21″ E / 42.201662°N,2.189119°E      | IPA-42122     | Casa Planeses (Ripoll) · Vegeu més fotos d'aquest monument · Carregueu una nova foto d'aquest monument                                           |
| Casa Comallevosa                                                            | BCIL 2008    | XIX-XX                                                                                  | Ripoll Sobre el canal de Can Badia, prop de Ca n'Anglada                                | 42° 13′ 01″ N, 2° 11′ 43″ E / 42.216835°N,2.195331°E      | IPA-42123     | Carregueu una nova foto d'aquest monument |
| Casa Portell                                                                | BCIL 2008    | XIX                                                                                     | Ripoll Pg. Sant Joan, 3 - c. Escorxador                                                 | 42° 11′ 57″ N, 2° 11′ 33″ E / 42.199120°N,2.192459°E      | IPA-42124     | Casa Portell (Ripoll) · Vegeu més fotos d'aquest monument · Carregueu una nova foto d'aquest monument                                            |
| Casa Casals                                                                 | BCIL 2008    | XX                                                                                      | Ripoll Ctra. Sant Joan, 68                                                              | 42° 12′ 34″ N, 2° 12′ 02″ E / 42.209462°N,2.200496°E      | IPA-42125     | Casa Casals (Ripoll) · Vegeu més fotos d'aquest monument · Carregueu una nova foto d'aquest monument                                             |
| Casa Cal Rojo - Casa Canelles                                               | BCIL 2008    | XVIII                                                                                   | Ripoll C. d'en Dama, 1 - pl. d'Anselm Clavé - c. Pare Colí, 2                           | 42° 12′ 01″ N, 2° 11′ 26″ E / 42.200174°N,2.190535°E      | IPA-42126     | Casa Cal Rojo - Casa Canelles (Ripoll) · Vegeu més fotos d'aquest monument · Carregueu una nova foto d'aquest monument                           |
| Casa Tarracó                                                                | BCIL 2008    | XX                                                                                      | Ripoll C. Sant Pere, 18-20 - c. de les Vinyes - c. dels Tallaferro                      | 42° 11′ 59″ N, 2° 11′ 25″ E / 42.199705°N,2.190399°E      | IPA-42127     | Casa Tarracó (Ripoll) · Vegeu més fotos d'aquest monument · Carregueu una nova foto d'aquest monument                                            |
| Casa Carola, baixos la Closca                                               | BCIL 2008    | XIX                                                                                     | Ripoll Pl. de la Llibertat, 11                                                          | 42° 11′ 58″ N, 2° 11′ 25″ E / 42.199526°N,2.190192°E      | IPA-42128     | Casa Carola (Ripoll) · Vegeu més fotos d'aquest monument · Carregueu una nova foto d'aquest monument                                             |
| Casa Ojeda, baixos Xartel                                                   | BCIL 2008    | XIX                                                                                     | Ripoll Pl. de la Llibertat, 10                                                          | 42° 11′ 58″ N, 2° 11′ 25″ E / 42.199481°N,2.190181°E      | IPA-42129     | Casa Ojeda (Ripoll) · Vegeu més fotos d'aquest monument · Carregueu una nova foto d'aquest monument                                              |
| Baixos Ca l'Antic                                                           | BCIL 2008    | XIX                                                                                     | Ripoll C. Perdut, 9                                                                     | 42° 12′ 00″ N, 2° 11′ 27″ E / 42.200022°N,2.190958°E      | IPA-42130     | Baixos Ca l'Antic (Ripoll) · Vegeu més fotos d'aquest monument · Carregueu una nova foto d'aquest monument                                       |
| Baixos Casa Ramona - Casa Llimós                                            | BCIL 2008    | XIX                                                                                     | Ripoll Pl. de la Llibertat, 5                                                           | 42° 11′ 58″ N, 2° 11′ 24″ E / 42.199328°N,2.189887°E      | IPA-42131     | Baixos Casa Ramona - Casa Llimós (Ripoll) · Vegeu més fotos d'aquest monument · Carregueu una nova foto d'aquest monument                        |
| Edifici d'habitatges a la plaça Sant Eudald, 2, Farmàcia Sargatal           | BCIL 2008    | XIX                                                                                     | Ripoll Pl. Sant Eudald, 2 - c. de Mercaders                                             | 42° 11′ 57″ N, 2° 11′ 26″ E / 42.199175°N,2.190687°E      | IPA-42132     | Edifici d'habitatges a la plaça Sant Eudald, 2 (Ripoll) · Vegeu més fotos d'aquest monument · Carregueu una nova foto d'aquest monument          |
| Casa Mirapeix                                                               | BCIL 2008    | XIX                                                                                     | Ripoll Pl. Sant Eudald, 4                                                               | 42° 11′ 57″ N, 2° 11′ 27″ E / 42.199210°N,2.190829°E      | IPA-42133     | Casa Mirapeix (Ripoll) · Vegeu més fotos d'aquest monument · Carregueu una nova foto d'aquest monument                                           |
| Baixos Casa Raguer - La Confiança                                           | BCIL 2008    |                                                                                         | Ripoll C. Vell, 5                                                                       | 42° 11′ 58″ N, 2° 11′ 27″ E / 42.199560°N,2.190942°E      | IPA-42134     | Baixos Casa Raguer - La Confiança (Ripoll) · Vegeu més fotos d'aquest monument · Carregueu una nova foto d'aquest monument                       |
| Casa Suñer                                                                  | BCIL 2008    | XIX                                                                                     | Ripoll C. de les Vinyes, 25 - c. Perdut, 10 - c. Pare Colí, 11                          | 42° 11′ 59″ N, 2° 11′ 27″ E / 42.199835°N,2.190875°E      | IPA-42135     | Casa Suñer (Ripoll) · Vegeu més fotos d'aquest monument · Carregueu una nova foto d'aquest monument                                              |
| Ca la Quimeta                                                               | BCIL 2008    | Obra popular XVIII                                                                      | Ripoll C. Pirineus, 28                                                                  | 42° 11′ 58″ N, 2° 11′ 21″ E / 42.199576°N,2.189246°E      | IPA-42136     | Ca la Quimeta (Ripoll) · Vegeu més fotos d'aquest monument · Carregueu una nova foto d'aquest monument                                           |
| Baixos Casa Bosch                                                           | BCIL 2008    | XIX                                                                                     | Ripoll Pl. de Tomàs Raguer, 1                                                           | 42° 12′ 01″ N, 2° 11′ 28″ E / 42.200311°N,2.191083°E      | IPA-42137     | Baixos Casa Bosch (Ripoll) · Vegeu més fotos d'aquest monument · Carregueu una nova foto d'aquest monument                                       |
| Baixos Cal Sidro                                                            | BCIL 2008    |                                                                                         | Ripoll C. de les Vinyes, 20                                                             | 42° 11′ 59″ N, 2° 11′ 26″ E / 42.199786°N,2.190620°E      | IPA-42138     | Baixos Cal Sidro (Ripoll) · Vegeu més fotos d'aquest monument · Carregueu una nova foto d'aquest monument                                        |
| Baixos Casa Garriga                                                         | BCIL 2008    | Eclecticisme XIX                                                                        | Ripoll Plaça Nova, 3                                                                    | 42° 11′ 56″ N, 2° 11′ 25″ E / 42.198932°N,2.190395°E      | IPA-42139     | Baixos Casa Garriga (Ripoll) · Vegeu més fotos d'aquest monument · Carregueu una nova foto d'aquest monument                                     |
| Baixos Can Vert                                                             | BCIL 2008    |                                                                                         | Ripoll C. Mossèn Jacint Verdaguer, 11                                                   | 42° 11′ 59″ N, 2° 11′ 29″ E / 42.199725°N,2.191460°E      | IPA-42140     | Baixos Can Vert (Ripoll) · Vegeu més fotos d'aquest monument · Carregueu una nova foto d'aquest monument                                         |
| Baixos al Raval de Barcelona, 27                                            | BCIL 2008    |                                                                                         | Ripoll C. Raval de Barcelona, 27                                                        | 42° 11′ 55″ N, 2° 11′ 21″ E / 42.198669°N,2.189115°E      | IPA-42141     | Baixos al Raval de Barcelona, 27 (Ripoll) · Vegeu més fotos d'aquest monument · Carregueu una nova foto d'aquest monument                        |
| Baixos al Raval de Barcelona, 25                                            | BCIL 2008    | XVIII                                                                                   | Ripoll C. Raval de Barcelona, 25                                                        | 42° 11′ 55″ N, 2° 11′ 20″ E / 42.198695°N,2.189007°E      | IPA-42142     | Baixos al Raval de Barcelona, 25 (Ripoll) · Vegeu més fotos d'aquest monument · Carregueu una nova foto d'aquest monument                        |
| Can Clerch                                                                  | BCIL 2008    | Eclecticisme XX                                                                         | Ripoll Pl. de la Llibertat - c. de les Vinyes - c. del Forn                             | 42° 11′ 59″ N, 2° 11′ 24″ E / 42.199772°N,2.190044°E      | IPA-42144     | Can Clerch (Ripoll) · Vegeu més fotos d'aquest monument · Carregueu una nova foto d'aquest monument                                              |
| Casa Cruells                                                                | BCIL 2008    | XX                                                                                      | Ripoll C. Sant Pere, 17 - pl. Sant Eudald, 10                                           | 42° 11′ 58″ N, 2° 11′ 26″ E / 42.199531°N,2.190537°E      | IPA-42145     | Casa Cruells (Ripoll) · Vegeu més fotos d'aquest monument · Carregueu una nova foto d'aquest monument                                            |
| Casa Casals - Huerta                                                        | BCIL 2008    | XX                                                                                      | Ripoll Pl. Sant Eudald, 9                                                               | 42° 11′ 58″ N, 2° 11′ 27″ E / 42.199552°N,2.190725°E      | IPA-42146     | Casa Casals - Huerta (Ripoll) · Vegeu més fotos d'aquest monument · Carregueu una nova foto d'aquest monument                                    |
| Casa Dou                                                                    | BCIL 2008    | XX                                                                                      | Ripoll C. de Sant Pere, 22                                                              | 42° 11′ 58″ N, 2° 11′ 26″ E / 42.199458°N,2.190501°E      | IPA-42147     | Casa Dou (Ripoll) · Vegeu més fotos d'aquest monument · Carregueu una nova foto d'aquest monument                                                |
| Casa Pous Campà                                                             | BCIL 2008    | XIX                                                                                     | Ripoll Pl. de Tomàs Raguer, 11                                                          | 42° 12′ 00″ N, 2° 11′ 28″ E / 42.200065°N,2.191146°E      | IPA-42148     | Casa Pous Campà (Ripoll) · Vegeu més fotos d'aquest monument · Carregueu una nova foto d'aquest monument                                         |
| Casa Bar Pirineus                                                           | BCIL 2008    |                                                                                         | Ripoll Pl. de l'Ajuntament - c. de la Font - c. Bisbe Morgades                          | 42° 12′ 02″ N, 2° 11′ 27″ E / 42.200628°N,2.190755°E      | IPA-42149     | Casa Bar Pirineus (Ripoll) · Vegeu més fotos d'aquest monument · Carregueu una nova foto d'aquest monument                                       |
| Escola Salesiana                                                            | BCIL 2008    | XX                                                                                      | Ripoll Pl. de l'1 d'Octubre, 2                                                          | 42° 11′ 59″ N, 2° 11′ 17″ E / 42.199596°N,2.188166°E      | IPA-42150     | Escola Salesiana (Ripoll) · Vegeu més fotos d'aquest monument · Carregueu una nova foto d'aquest monument                                        |
| Casa Payet - Baixos                                                         | BCIL 2008    | Obra popular XIX                                                                        | Ripoll Pl. Nova, 2                                                                      | 42° 11′ 56″ N, 2° 11′ 26″ E / 42.198928°N,2.190482°E      | IPA-42151     | Casa Payet - Baixos (Ripoll) · Vegeu més fotos d'aquest monument · Carregueu una nova foto d'aquest monument                                     |
| Casa Folcrà                                                                 | BCIL 2008    | XIX-XX                                                                                  | Ripoll Ctra. de Ribes, 26-28                                                            | 42° 12′ 03″ N, 2° 11′ 19″ E / 42.200791°N,2.188636°E      | IPA-42152     | Casa Folcrà (Ripoll) · Vegeu més fotos d'aquest monument · Carregueu una nova foto d'aquest monument                                             |
| Casa Andreu                                                                 | BCIL 2008    | XIX                                                                                     | Ripoll Pl. Gran, 6                                                                      | 42° 11′ 56″ N, 2° 11′ 29″ E / 42.198908°N,2.191308°E      | IPA-42153     | Casa Andreu (Ripoll) · Vegeu més fotos d'aquest monument · Carregueu una nova foto d'aquest monument                                             |
| Casa Terradellas                                                            | BCIL 2008    | XX                                                                                      | Ripoll Pl. de la Llibertat, 13 - c. dels Tallaferro                                     | 42° 11′ 59″ N, 2° 11′ 25″ E / 42.199646°N,2.190140°E      | IPA-42154     | Casa Terradellas (Ripoll) · Vegeu més fotos d'aquest monument · Carregueu una nova foto d'aquest monument                                        |
| Casa Duran                                                                  | BCIL 2008    |                                                                                         | Ripoll Plaça Nova, 1                                                                    | 42° 11′ 56″ N, 2° 11′ 26″ E / 42.198873°N,2.190537°E      | IPA-42155     | Casa Duran (Ripoll) · Vegeu més fotos d'aquest monument · Carregueu una nova foto d'aquest monument                                              |
| Casa Soldevila                                                              | BCIL 2008    | XX                                                                                      | Ripoll Pl. Gran, 23                                                                     | 42° 11′ 54″ N, 2° 11′ 27″ E / 42.19841°N,2.19097°E        | IPA-42156     | Casa Soldevila (Ripoll) · Vegeu més fotos d'aquest monument · Carregueu una nova foto d'aquest monument                                          |
| Casa Elèctrica de Ripoll                                                    | BCIL 2008    | XX                                                                                      | Ripoll C. Sant Pere, 6 - c. Sant Jaume                                                  | 42° 12′ 01″ N, 2° 11′ 25″ E / 42.200184°N,2.190263°E      | IPA-42157     | Casa Elèctrica de Ripoll · Vegeu més fotos d'aquest monument · Carregueu una nova foto d'aquest monument                                         |
| Casa Moreno                                                                 | BCIL 2008    |                                                                                         | Ripoll Ctra. de Ribes, 37                                                               | 42° 12′ 05″ N, 2° 11′ 13″ E / 42.201522°N,2.186951°E      | IPA-42158     | Casa Moreno (Ripoll) · Vegeu més fotos d'aquest monument · Carregueu una nova foto d'aquest monument                                             |
| Casa Mullol                                                                 | BCIL 2008    | XX                                                                                      | Ripoll Pl. Gran, 14 - c. de la Fruita                                                   | 42° 11′ 57″ N, 2° 11′ 28″ E / 42.199186°N,2.191231°E      | IPA-42159     | Casa Mullol (Ripoll) · Vegeu més fotos d'aquest monument · Carregueu una nova foto d'aquest monument                                             |
| Casa Uñó                                                                    | BCIL 2008    | XX                                                                                      | Ripoll Pl. Cívica, 11 - c. del Monestir, 2                                              | 42° 12′ 02″ N, 2° 11′ 25″ E / 42.200556°N,2.190168°E      | IPA-42160     | Casa Uñó (Ripoll) · Vegeu més fotos d'aquest monument · Carregueu una nova foto d'aquest monument                                                |
| Edifici Banc Central                                                        | BCIL 2008    | XX                                                                                      | Ripoll Pl. Sant Eudald, 8 - c. Vell                                                     | 42° 11′ 58″ N, 2° 11′ 27″ E / 42.199562°N,2.190841°E      | IPA-42161     | Edifici Banc Central (Ripoll) · Vegeu més fotos d'aquest monument · Carregueu una nova foto d'aquest monument                                    |
| Obrador Anfruns - Ca l'Alet                                                 | BCIL 2008    | XVIII-XIX                                                                               | Ripoll C. Sant Jaume - c. del Forn                                                      | 42° 12′ 00″ N, 2° 11′ 24″ E / 42.200032°N,2.190007°E      | IPA-42162     | Obrador Anfruns - Ca l'Alet (Ripoll) · Vegeu més fotos d'aquest monument · Carregueu una nova foto d'aquest monument                             |
| Conjunt de Can Serrallonga                                                  | BCIL 2008    | XIX-XX                                                                                  | Ripoll Passatge de Can Serrallonga - Raval de Sant Pere, 51-53                          | 42° 12′ 09″ N, 2° 11′ 09″ E / 42.202523°N,2.185854°E      | IPA-42163     | Conjunt de Can Serrallonga (Ripoll) · Vegeu més fotos d'aquest monument · Carregueu una nova foto d'aquest monument                              |
| Casa Vilà                                                                   | BCIL 2008    | XX                                                                                      | Ripoll C. del Prat, 7 - pg. de la Farga Catalana                                        | 42° 11′ 57″ N, 2° 11′ 23″ E / 42.19909°N,2.189634°E       | IPA-42164     | Casa Vilà (Ripoll) · Vegeu més fotos d'aquest monument · Carregueu una nova foto d'aquest monument                                               |
| Fàbrica el Pla                                                              | BCIL 2008    | XIX-XX                                                                                  | Ripoll Ctra. Barcelona                                                                  | 42° 11′ 39″ N, 2° 11′ 37″ E / 42.194212°N,2.193508°E      | IPA-42165     | Fàbrica el Pla (Ripoll) · Vegeu més fotos d'aquest monument · Carregueu una nova foto d'aquest monument                                          |
| Naus Casals                                                                 | BCIL 2008    | XX                                                                                      | Ripoll Ctra. Sant Joan                                                                  | 42° 12′ 29″ N, 2° 11′ 55″ E / 42.207947°N,2.198710°E      | IPA-42166     | Naus Casals (Ripoll) · Vegeu més fotos d'aquest monument · Carregueu una nova foto d'aquest monument                                             |
| Farinera Serdà                                                              | BCIL 2008    | XIX                                                                                     | Ripoll Pl. de Josep Terradellas                                                         | 42° 12′ 03″ N, 2° 11′ 28″ E / 42.20090°N,2.19120°E        | IPA-42167     | Farinera Serdà (Ripoll) · Vegeu més fotos d'aquest monument · Carregueu una nova foto d'aquest monument                                          |
| Fàbrica i xemeneia Nicolau                                                  | BCIL 2008    | XIX-XX                                                                                  | Ripoll Raval de Sant Pere - pg. d'Elies Rogent                                          | 42° 12′ 06″ N, 2° 11′ 25″ E / 42.201647°N,2.190190°E      | IPA-42168     | Fàbrica i xemeneia Nicolau (Ripoll) · Vegeu més fotos d'aquest monument · Carregueu una nova foto d'aquest monument                              |
| Casa Sant Quintí                                                            | BCIL 2008    |                                                                                         | Ripoll Cra. C-17                                                                        | 42° 10′ 48″ N, 2° 11′ 44″ E / 42.180122°N,2.195519°E      | IPA-42169     | Carregueu una nova foto d'aquest monument |
| Mas Serra del Boix                                                          | BCIL 2008    |                                                                                         | Ripoll Veïnat de Sant Bernabé de les Tenes                                              | 42° 12′ 37″ N, 2° 13′ 39″ E / 42.210334°N,2.227585°E      | IPA-42172     | Carregueu una nova foto d'aquest monument |
| Mas el Teixidor                                                             | BCIL 2008    |                                                                                         | Ripoll Veïnat de Llaés                                                                  | 42° 09′ 05″ N, 2° 15′ 47″ E / 42.151346°N,2.263111°E      | IPA-42173     | Carregueu una nova foto d'aquest monument |
| Conjunt el Bofí i Sant Vicenç de Puigmal                                    | BCIL 2008    |                                                                                         | Ripoll Veïnat de Sant Vicenç de Puigmal                                                 | 42° 09′ 43″ N, 2° 13′ 36″ E / 42.161833°N,2.226625°E      | IPA-42174     | Carregueu una nova foto d'aquest monument |
| Mas el Puig                                                                 | BCIL 2008    | XVIII-XIX                                                                               | Ripoll Veïnat dels Brucs                                                                | 42° 11′ 04″ N, 2° 10′ 06″ E / 42.184519°N,2.168238°E      | IPA-42175     | Carregueu una nova foto d'aquest monument |
| Cal Déu                                                                     | BCIL 2008    |                                                                                         | Ripoll C. Puig i Cadafalch                                                              | 42° 11′ 23″ N, 2° 11′ 39″ E / 42.189607°N,2.194113°E      | IPA-42176     | Cal Déu (Ripoll) · Vegeu més fotos d'aquest monument · Carregueu una nova foto d'aquest monument                                                 |
| Fortí del Pla de la Bandera                                                 | BCIL 2008    |                                                                                         | Ripoll                                                                                  | 42° 11′ 49″ N, 2° 11′ 16″ E / 42.19691°N,2.18766°E        | IPA-42177     | Carregueu una nova foto d'aquest monument |
| Fortí de Can Violí                                                          | BCIL 2008    |                                                                                         | Ripoll                                                                                  | 42° 12′ 25″ N, 2° 11′ 32″ E / 42.20695°N,2.19230°E        | IPA-42178     | Carregueu una nova foto d'aquest monument |
| Búnquer Línia Pirineus                                                      | BCIL 2008    | XX                                                                                      | Ripoll                                                                                  | 42° 12′ 57″ N, 2° 10′ 10″ E / 42.21578°N,2.16956°E        | IPA-42179     | Carregueu una nova foto d'aquest monument |
| Pou de la Corba                                                             | BCIL 2008    | XVIII-XIX                                                                               | Ripoll                                                                                  | 42° 09′ 47″ N, 2° 11′ 59″ E / 42.163136°N,2.199702°E      | IPA-42180     | Carregueu una nova foto d'aquest monument |
| Conjunt hidràulic l'Escala                                                  | BCIL 2008    | XX                                                                                      | Ripoll                                                                                  | 42° 09′ 16″ N, 2° 12′ 32″ E / 42.154395°N,2.208907°E      | IPA-42181     | Carregueu una nova foto d'aquest monument |
| Conjunt hidràulic de Ca n'Aliguer                                           | BCIL 2008    | XX                                                                                      | Ripoll Antiga ctra. N-152, km 99, paratge l'Aliguer                                     | 42° 09′ 07″ N, 2° 12′ 13″ E / 42.151882°N,2.203553°E      | IPA-42188     | Carregueu una nova foto d'aquest monument |
| Resclosa i canal de Can Guetes                                              | BCIL 2008    | XX                                                                                      | Ripoll Riu Ter, entre Can Volant i la fàbrica Flipur                                    | 42° 12′ 22″ N, 2° 11′ 57″ E / 42.206160°N,2.199105°E      | IPA-42189     | Resclosa i canal de Can Guetes (Ripoll) · Vegeu més fotos d'aquest monument · Carregueu una nova foto d'aquest monument                          |
| Resclosa i canal de l'Arquet                                                | BCIL 2008    | XVIII-XIX                                                                               | Ripoll Entre el pont del Raval i el pont de la carretera de Barcelona                   | 42° 11′ 56″ N, 2° 11′ 22″ E / 42.198929°N,2.189397°E      | IPA-42190     | Resclosa i canal de l'Arquet (Ripoll) · Vegeu més fotos d'aquest monument · Carregueu una nova foto d'aquest monument                            |
| Resclosa i canal de l'Almoina                                               | BCIL 2008    | XIX-XX                                                                                  | Ripoll Paral·lel al riu Freser                                                          | 42° 12′ 12″ N, 2° 10′ 54″ E / 42.203421°N,2.181792°E      | IPA-42191     | Carregueu una nova foto d'aquest monument |
| Rentadors de Can Pòlit                                                      | BCIL 2008    | XX                                                                                      | Ripoll Final del carrer de Mn. Cinto Verdaguer                                          | 42° 12′ 12″ N, 2° 11′ 34″ E / 42.20328°N,2.19270°E        | IPA-42192     | Rentadors de Can Pòlit (Ripoll) · Vegeu més fotos d'aquest monument · Carregueu una nova foto d'aquest monument                                  |
| Desaigües de la fàbrica tèxtil Bach                                         | BCIL 2008    |                                                                                         | Ripoll Riu Ter entre els ponts d'Olot i de Macià Bonaplata                              | 42° 11′ 58″ N, 2° 11′ 30″ E / 42.199387°N,2.191684°E      | IPA-42193     | Desaigües de la fàbrica tèxtil Bach (Ripoll) · Vegeu més fotos d'aquest monument · Carregueu una nova foto d'aquest monument                     |
| Caseta i túnel del ferrocarril Transpirenaic                                | BCIL 2008    |                                                                                         | Ripoll Pg. de Ragull, 6                                                                 | 42° 11′ 52″ N, 2° 11′ 25″ E / 42.197717°N,2.190300°E      | IPA-42194     | Caseta i túnel del ferrocarril Transpirenaic (Ripoll) · Vegeu més fotos d'aquest monument · Carregueu una nova foto d'aquest monument            |
| Dipòsit d'aigua i hangars                                                   | BCIL 2008    | XIX-XX                                                                                  | Ripoll                                                                                  | 42° 11′ 48″ N, 2° 11′ 42″ E / 42.196797°N,2.194902°E      | IPA-42195     | Dipòsit d'aigua i hangars (Ripoll) · Vegeu més fotos d'aquest monument · Carregueu una nova foto d'aquest monument                               |
| Pont de Ripoll o de Calatrava                                               | BCIL 2008    | Darreres tendències XX                                                                  | Ripoll Riu Ter                                                                          | 42° 11′ 40″ N, 2° 11′ 46″ E / 42.194407°N,2.196115°E      | IPA-42196     | Pont de Ripoll · Vegeu més fotos d'aquest monument · Carregueu una nova foto d'aquest monument                                                   |
| Pont de la Barricona                                                        | BCIL 2008    | XIX                                                                                     | Ripoll Entre la caseta del tren de les Solses i el riu Ter                              | 42° 13′ 07″ N, 2° 12′ 53″ E / 42.21854°N,2.21486°E        | IPA-42197     | Carregueu una nova foto d'aquest monument |
| Casetes del tren                                                            | BCIL 2008    | Obra popular XX                                                                         | Ripoll Línia fèria de Sant Joan de les Abadesses a Puigcerdà                            | 42° 13′ 05″ N, 2° 12′ 58″ E / 42.218068°N,2.216142°E      | IPA-42198     | Carregueu una nova foto d'aquest monument |
| Font safareig d'Ordina                                                      | BCIL 2008    | XIX-XX                                                                                  | Ripoll Entre el mas Ordina i la línia ferria                                            | 42° 12′ 11″ N, 2° 10′ 47″ E / 42.20300°N,2.17985°E        | IPA-42199     | Font safareig d'Ordina (Ripoll) · Vegeu més fotos d'aquest monument · Carregueu una nova foto d'aquest monument                                  |
| Creu Trencada                                                               | BCIL 2008    | XX                                                                                      | Ripoll Camí Ral de Ripoll - Sant Joan, darrera la finca Casals                          |                                                           | IPA-42200     | Carregueu una nova foto d'aquest monument |
| Xemeneia Badia de secció circular                                           | BCIL 2008    | Obra popular XIX-XX                                                                     | Ripoll Ctra. de Sant Joan - Polígon Badia / Estamariu                                   | 42° 12′ 21″ N, 2° 11′ 44″ E / 42.205955°N,2.195572°E      | IPA-42201     | Xemeneia Badia de secció circular (Ripoll) · Vegeu més fotos d'aquest monument · Carregueu una nova foto d'aquest monument                       |
| Xemeneia Badia de secció quadrada                                           | BCIL 2008    | Obra popular XIX-XX                                                                     | Ripoll Ctra. de Sant Joan - Polígon Badia / Estamariu                                   | 42° 12′ 16″ N, 2° 11′ 41″ E / 42.204351°N,2.194828°E      | IPA-42202     | Xemeneia Badia de secció quadrada (Ripoll) · Vegeu més fotos d'aquest monument · Carregueu una nova foto d'aquest monument                       |
| Monument del 27 de Maig                                                     | BCIL 2008    | XIX                                                                                     | Ripoll Pl. de l'Ajuntament                                                              | 42° 12′ 03″ N, 2° 11′ 27″ E / 42.200808°N,2.190719°E      | IPA-42203     | Monument del 27 de Maig (Ripoll) · Vegeu més fotos d'aquest monument · Carregueu una nova foto d'aquest monument                                 |
| Font de la plaça de Sant Eudald                                             | BCIL 2008    | XX                                                                                      | Ripoll Pl. de Sant Eudald                                                               | 42° 11′ 58″ N, 2° 11′ 27″ E / 42.19943°N,2.19076°E        | IPA-42204     | Font de la plaça de Sant Eudald (Ripoll) · Vegeu més fotos d'aquest monument · Carregueu una nova foto d'aquest monument                         |
| Creu d'en Besora                                                            | BCIL 2008    | XX                                                                                      | Ripoll Pg. Ragull                                                                       | 42° 11′ 47″ N, 2° 11′ 31″ E / 42.196368°N,2.191822°E      | IPA-42206     | Creu d'en Besora (Ripoll) · Vegeu més fotos d'aquest monument · Carregueu una nova foto d'aquest monument                                        |
| Passeig i font de Can Casals                                                | BCIL 2015    | Obra popular XX                                                                         | Ripoll Paral·lel al riu Ter, recinte industrial de l'empresa Casals                     | 42° 12′ 30″ N, 2° 11′ 58″ E / 42.208238°N,2.199483°E      | IPA-46347     | Carregueu una nova foto d'aquest monument |
| Font d'Estamariu                                                            | BCIL 2015    | Obra popular XIX, XX                                                                    | Ripoll Paratge d'Estamariu                                                              | 42° 12′ 30″ N, 2° 11′ 49″ E / 42.208444°N,2.196998°E      | IPA-46348     | Font d'Estamariu (Ripoll) · Vegeu més fotos d'aquest monument · Carregueu una nova foto d'aquest monument                                        |
| Font del Sagrat Cor                                                         | BCIL 2015    | Obra popular XVIII, XIX                                                                 | Ripoll Riba esquerra del riu Ter, davant la colònia Botey                               |                                                           | IPA-46351     | Carregueu una nova foto d'aquest monument |
| Font Freda                                                                  | BCIL 2015    | Obra popular XX                                                                         | Ripoll Muntanya de Sant Bartomeu, damunt del pavelló de l'Avellaneda                    |                                                           | IPA-46352     | Carregueu una nova foto d'aquest monument |
| Porta de la Casa Amatller                                                   | BCIL 2015    | XIX                                                                                     | Ripoll C. Raval de Sant Pere, 18                                                        | 42° 12′ 06″ N, 2° 11′ 20″ E / 42.201711°N,2.188935°E      | IPA-46353     | Carregueu una nova foto d'aquest monument |
| Font de Sofre Baix                                                          | BCIL 2015    | Obra popular XX                                                                         | Ripoll Barri de la Font del Sofre                                                       | 42° 11′ 39″ N, 2° 12′ 35″ E / 42.194077°N,2.209696°E      | IPA-46354     | Carregueu una nova foto d'aquest monument |
| Porta al raval de Sant Pere, 12                                             | BCIL 2015    | XIX                                                                                     | Ripoll C. Raval de Sant Pere, 12                                                        | 42° 12′ 06″ N, 2° 11′ 22″ E / 42.201576°N,2.189493°E      | IPA-46355     | Porta al raval de Sant Pere, 12 (Ripoll) · Vegeu més fotos d'aquest monument · Carregueu una nova foto d'aquest monument                         |
| Església de les Corts                                                       | BCIL 2015    | XIII                                                                                    | Ripoll Veïnat de Llaés                                                                  | 42° 09′ 58″ N, 2° 14′ 14″ E / 42.166085°N,2.237233°E      | IPA-46356     | Carregueu una nova foto d'aquest monument |
| Porta i majòlica al carrer de les Vinyes, 32                                | BCIL 2015    | XIX-XX                                                                                  | Ripoll C. de les Vinyes, 32                                                             | 42° 11′ 59″ N, 2° 11′ 29″ E / 42.199828°N,2.191478°E      | IPA-46358     | Porta i majòlica al carrer de les Vinyes, 32 (Ripoll) · Vegeu més fotos d'aquest monument · Carregueu una nova foto d'aquest monument            |
| Pou de Can Budallés                                                         | BCIL 2015    | Obra popular XIX-XX                                                                     | Ripoll Antigament al pati de Can Budallés                                               |                                                           | IPA-46359     | Carregueu una nova foto d'aquest monument |
| Ermita de Sant Roc, Capella de Sant Roc                                     | BCIL 2015    | IX-XIX                                                                                  | Ripoll Muntanya de Sant Roc                                                             | 42° 12′ 35″ N, 2° 11′ 21″ E / 42.209738°N,2.189034°E      | IPA-46360     | Carregueu una nova foto d'aquest monument |
| Porta de la Casa Jordana                                                    | BCIL 2015    | Obra popular XIX                                                                        | Ripoll C. Pont del Raval, 1                                                             | 42° 11′ 56″ N, 2° 11′ 24″ E / 42.198913°N,2.190115°E      | IPA-46361     | Porta de la Casa Jordana (Ripoll) · Vegeu més fotos d'aquest monument · Carregueu una nova foto d'aquest monument                                |
| Casa Guàrdia                                                                | BCIL 2015    | XIX                                                                                     | Ripoll C. Macià Bonaplata, 3                                                            | 42° 11′ 54″ N, 2° 11′ 33″ E / 42.198204°N,2.192404°E      | IPA-46363     | Casa Guàrdia (Ripoll) · Vegeu més fotos d'aquest monument · Carregueu una nova foto d'aquest monument                                            |
| Porta al carrer de la Font, 4                                               | BCIL 2015    | Obra popular XIX                                                                        | Ripoll C. de la Font, 4                                                                 | 42° 12′ 00″ N, 2° 11′ 29″ E / 42.200073°N,2.191338°E      | IPA-46364     | Porta al carrer de la Font, 4 (Ripoll) · Vegeu més fotos d'aquest monument · Carregueu una nova foto d'aquest monument                           |
| Teuleria de la Vila de Llaés                                                | BCIL 2015    | Obra popular XVIII-XIX                                                                  | Ripoll Veïnat de Llaés                                                                  |                                                           | IPA-46365     | Carregueu una nova foto d'aquest monument |
| Llinda al carrer Perdut, 2                                                  | BCIL 2015    | Obra popular XIX                                                                        | Ripoll C. Perdut, 2                                                                     | 42° 12′ 01″ N, 2° 11′ 27″ E / 42.200234°N,2.190818°E      | IPA-46366     | Llinda al carrer Perdut, 2 (Ripoll) · Vegeu més fotos d'aquest monument · Carregueu una nova foto d'aquest monument                              |
| Obertures de la plaça d'en Dama                                             | BCIL 2015    | XVIII                                                                                   | Ripoll Pl. d'en Dama                                                                    | 42° 12′ 01″ N, 2° 11′ 25″ E / 42.200252°N,2.190371°E      | IPA-46367     | Obertures de la plaça d'en Dama (Ripoll) · Vegeu més fotos d'aquest monument · Carregueu una nova foto d'aquest monument                         |
| Molí de les Corts                                                           | BCIL 2015    | Obra popular Medieval                                                                   | Ripoll Veïnat de Llaés, riba dreta del torrent de la Cau                                | 42° 09′ 46″ N, 2° 14′ 09″ E / 42.162734°N,2.235721°E      | IPA-46368     | Carregueu una nova foto d'aquest monument |
| Llinda al carrer Sant Jaume, 12                                             | BCIL 2015    | Obra popular XIX                                                                        | Ripoll C. Sant Jaume, 12 (enderrocat)                                                   | 42° 12′ 01″ N, 2° 11′ 22″ E / 42.200187°N,2.189556°E      | IPA-46369     | Carregueu una nova foto d'aquest monument |
| Majòlica a la plaça Gran, 4                                                 | BCIL 2015    | XX                                                                                      | Ripoll Pl. Gran, 4                                                                      | 42° 11′ 56″ N, 2° 11′ 29″ E / 42.198808°N,2.191267°E      | IPA-46370     | Majòlica a la plaça Gran, 4 (Ripoll) · Vegeu més fotos d'aquest monument · Carregueu una nova foto d'aquest monument                             |
| Porta al carrer Sant Jaume, 1                                               | BCIL 2015    | Obra popular XVIII                                                                      | Ripoll C. Sant Jaume, 1                                                                 | 42° 12′ 00″ N, 2° 11′ 25″ E / 42.200101°N,2.190193°E      | IPA-46371     | Porta al carrer Sant Jaume, 1 (Ripoll) · Vegeu més fotos d'aquest monument · Carregueu una nova foto d'aquest monument                           |
| Refugi de la Guerra Civil a la plaça de l'Ajuntament                        | BCIL 2015    | Obra popular XX                                                                         | Ripoll Pl. de l'Ajuntament                                                              | 42° 12′ 02″ N, 2° 11′ 25″ E / 42.200676°N,2.190259°E      | IPA-46372     | Refugi de la Guerra Civil a la plaça de l'Ajuntament (Ripoll) · Vegeu més fotos d'aquest monument · Carregueu una nova foto d'aquest monument    |
| Majòlica a l'edifici dels carrers Sant Jaume i Trinitat                     | BCIL 2015    | XX                                                                                      | Ripoll C. Sant Jaume, 7 - c. Trinitat, 17                                               | 42° 12′ 00″ N, 2° 11′ 22″ E / 42.199991°N,2.189511°E      | IPA-46373     | Majòlica a l'edifici dels carrers Sant Jaume i Trinitat (Ripoll) · Vegeu més fotos d'aquest monument · Carregueu una nova foto d'aquest monument |
| Hivernacle Escola Taller                                                    | BCIL 2015    | Obra popular XX                                                                         | Ripoll Raval de Sant Pere                                                               | 42° 12′ 10″ N, 2° 11′ 10″ E / 42.202714°N,2.186171°E      | IPA-46374     | Hivernacle Escola Taller (Ripoll) · Vegeu més fotos d'aquest monument · Carregueu una nova foto d'aquest monument                                |
| Rellotge de sol de l'edifici Sayol                                          | BCIL 2015    | XX                                                                                      | Ripoll Pl. Gran, 19-20                                                                  | 42° 11′ 56″ N, 2° 11′ 28″ E / 42.198887°N,2.191044°E      | IPA-46375     | Rellotge de sol de l'edifici Sayol (Ripoll) · Vegeu més fotos d'aquest monument · Carregueu una nova foto d'aquest monument                      |
| Rellotge de sol de Ca la Marina                                             | BCIL 2015    | XX                                                                                      | Ripoll C. de l'Estació, 9                                                               | 42° 11′ 53″ N, 2° 11′ 37″ E / 42.198031°N,2.193651°E      | IPA-46376     | Rellotge de sol de Ca la Marina (Ripoll) · Vegeu més fotos d'aquest monument · Carregueu una nova foto d'aquest monument                         |
| Refugi de la Guerra Civil a la carretera de Sant Joan                       | BCIL 2015    | Obra popular XX                                                                         | Ripoll Ctra. de Sant Joan, abans dels habitatges de Can Badia                           |                                                           | IPA-46377     | Carregueu una nova foto d'aquest monument |
| Pou de glaç de Maiols                                                       | BCIL 2015    | Obra popular                                                                            | Ripoll Prop de la confluència del torrent de Maiols i el camí Ral                       |                                                           | IPA-46378     | Carregueu una nova foto d'aquest monument |
| Pou de Can Guetes                                                           | BCIL 2015    | Obra popular XVIII                                                                      | Ripoll Ctra. de Sant Joan, a la vora del torrent de Can Guetes                          |                                                           | IPA-46379     | Carregueu una nova foto d'aquest monument |
| Llinda al raval de l'Hospital, 11                                           | BCIL 2015    | XVIII                                                                                   | Ripoll C. Raval de l'Hospital, 11 (enderrocat)                                          | 42° 11′ 59″ N, 2° 11′ 35″ E / 42.199670°N,2.193140°E      | IPA-46380     | Carregueu una nova foto d'aquest monument |
| Forn de guix de la Colònia Santa Maria                                      | BCIL 2015    | Obra popular XIX                                                                        | Ripoll Pista entre la fàbrica de la colònia amb la casa de la Corba                     |                                                           | IPA-46381     | Carregueu una nova foto d'aquest monument |
| Pont del camí Ral de Ripoll a Sant Joan                                     | BCIL 2015    | Obra popular XVIII                                                                      | Ripoll Sobre la riera de Sanarús                                                        |                                                           | IPA-46382     | Carregueu una nova foto d'aquest monument |
| Mina d'aigua de la Querola, o de la Carola                                  | BCIL 2015    | Obra popular                                                                            | Ripoll Part posterior del mas la Querola                                                | 42° 12′ 37″ N, 2° 10′ 26″ E / 42.210185°N,2.174005°E      | IPA-46383     | Carregueu una nova foto d'aquest monument |
| Passeig de Ragull                                                           | BCIL 2015    | XIX-XX                                                                                  | Ripoll Ctra. de Barcelona                                                               | 42° 11′ 49″ N, 2° 11′ 29″ E / 42.196983°N,2.191337°E      | IPA-46384     | Passeig de Ragull (Ripoll) · Vegeu més fotos d'aquest monument · Carregueu una nova foto d'aquest monument                                       |
| Ruta del Ferro                                                              | BCIL 2015    | XIX-XX                                                                                  | Ripoll Línia fèrria Ripoll - Sant Joan de les Abadesses                                 | 42° 12′ 12″ N, 2° 11′ 41″ E / 42.203239°N,2.194709°E      | IPA-46385     | Carregueu una nova foto d'aquest monument |
| Espai i passera de vianants de La Lira                                      | BCIL 2015    |                                                                                         | Ripoll C. Mossén Cinto Verdaguer                                                        | 42° 11′ 58″ N, 2° 11′ 30″ E / 42.199445°N,2.191559°E      | IPA-46386     | Espai i passera de vianants de La Lira (Ripoll) · Vegeu més fotos d'aquest monument · Carregueu una nova foto d'aquest monument                  |
| Escut de Ripoll al Casal de Joves                                           | BCIL 2015    | XX                                                                                      | Ripoll Pl. de l'1 d'Octubre, 6 (desaparegut)                                            | 42° 11′ 58″ N, 2° 11′ 19″ E / 42.199577°N,2.188670°E      | IPA-46388     | Escut de Ripoll al Casal de Joves (Ripoll) · Vegeu més fotos d'aquest monument · Carregueu una nova foto d'aquest monument                       |
| Forn de pa i parets seques de Sant Quintí                                   | BCIL 2015    |                                                                                         | Ripoll A l'oest de la carretera c-17                                                    | 42° 10′ 50″ N, 2° 11′ 38″ E / 42.180511°N,2.193807°E      | IPA-49385     | Carregueu una nova foto d'aquest monument |
| Pont de l'Aliguer                                                           | BCIL 2015    | XVIII                                                                                   | Ripoll Prop de la Central hidroelèctrica del Molí de l'Aliguer                          | 42° 09′ 07″ N, 2° 12′ 07″ E / 42.151853°N,2.202000°E      | IPA-49386     | Carregueu una nova foto d'aquest monument |
| Font de Sant Eudald                                                         | BCIL 2015    | XX                                                                                      | Ripoll C. Raval de Sant Pere, 40                                                        | 42° 12′ 10″ N, 2° 11′ 10″ E / 42.20278°N,2.18598°E        | IPA-49387     | Font de Sant Eudald (Ripoll) · Vegeu més fotos d'aquest monument · Carregueu una nova foto d'aquest monument                                     |
| Llinda del Mas Taurinyà                                                     | BCIL 2015    | XVIII                                                                                   | Ripoll Camí del mas Jordana                                                             | 42° 11′ 58″ N, 2° 11′ 04″ E / 42.199527°N,2.184521°E      | IPA-50664     | Carregueu una nova foto d'aquest monument |